# Sagittaria
Sagittaria es un género de unas 20 especies de plantas acuáticas de la familia Alismataceae.   

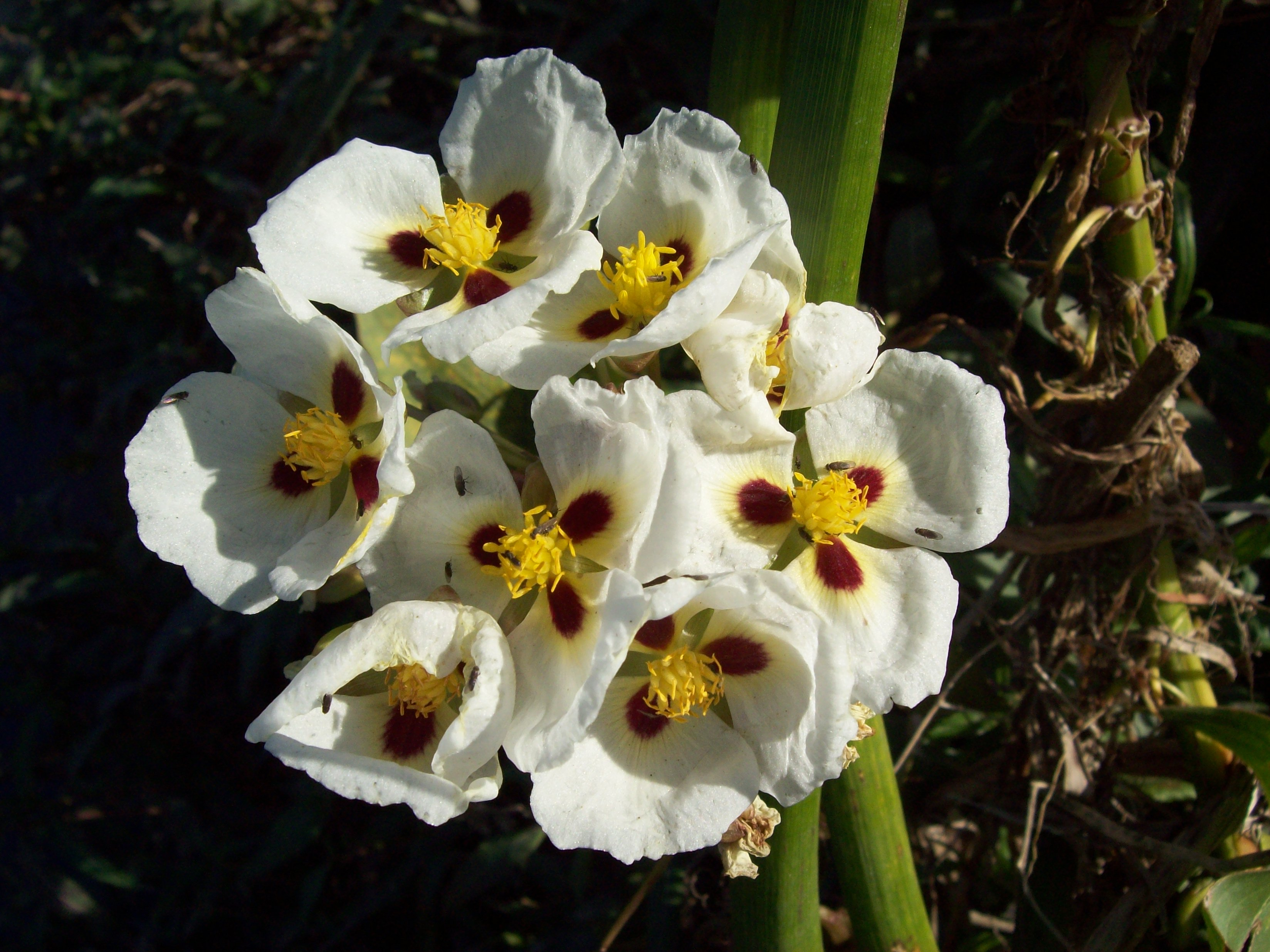
Flores de la saeta del Plata (Sagittaria montevidensis), en el arroyo Raggio, Argentina.

Varias especies poseen tubérculos comestibles y sus raíces vegetales se recolectan en Norteamérica y este de Asia.

## Descripción
Son hierbas perennes o perennizantes, glabras, monoicas, dioicas o andromonoicas, con todas las hojas en la base. Hojas largamente pecioladas, con limbo de las hojas aéreas sagitado, palmatinervio, el de las hojas sumergidas o flotantes mucho menos desarrollado. Inflorescencia en racimo o panícula tirsoidea, con 2-5 nudos, cada uno de ellos con (1)2-3 flores verticiladas. Flores pediceladas o subsentadas, hermafroditas o unisexuales, las hermafroditas o femeninas, siempre dispuestas en los 2(3) verticilos inferiores de la inflorescencia, las masculinas en los verticilos superiores y en las ramas laterales –cuando existen; brácteas soldadas entre sí o libres. Androceo de las flores masculinas con 20-40 estambres, las hermafroditas con menos estambres que las masculinas; filamentos estaminales aplanados y glabros o subcilíndricos y papilosos; anteras sagitadas, basifijas. Gineceo semiesférico, con numerosos carpelos libres entre sí, dispuestos helicoidalmente alrededor del receptáculo; pistilos con un solo rudimento seminal y un estilo pequeño con un estigma terminal. Fruto poliaquenio, subesférico. Aquenios aplanados, normalmente alados, ± falcados, sin costillas, indehiscentes. Semillas ± estrechamente elípticas, estriadas longitudinalmente, foveoladas.
Varias especies son cultivadas en acuarios.

## Taxonomía
El género fue descrito por  Carlos Linneo, y publicado en Species Plantarum 2: 993. 1753. La especie tipo es: Sagittaria sagittifolia L.
Etimología
Sagittaria: nombre genérico que significa "como una flecha" en latín y se refiere a la forma de las hojas.

## Especies

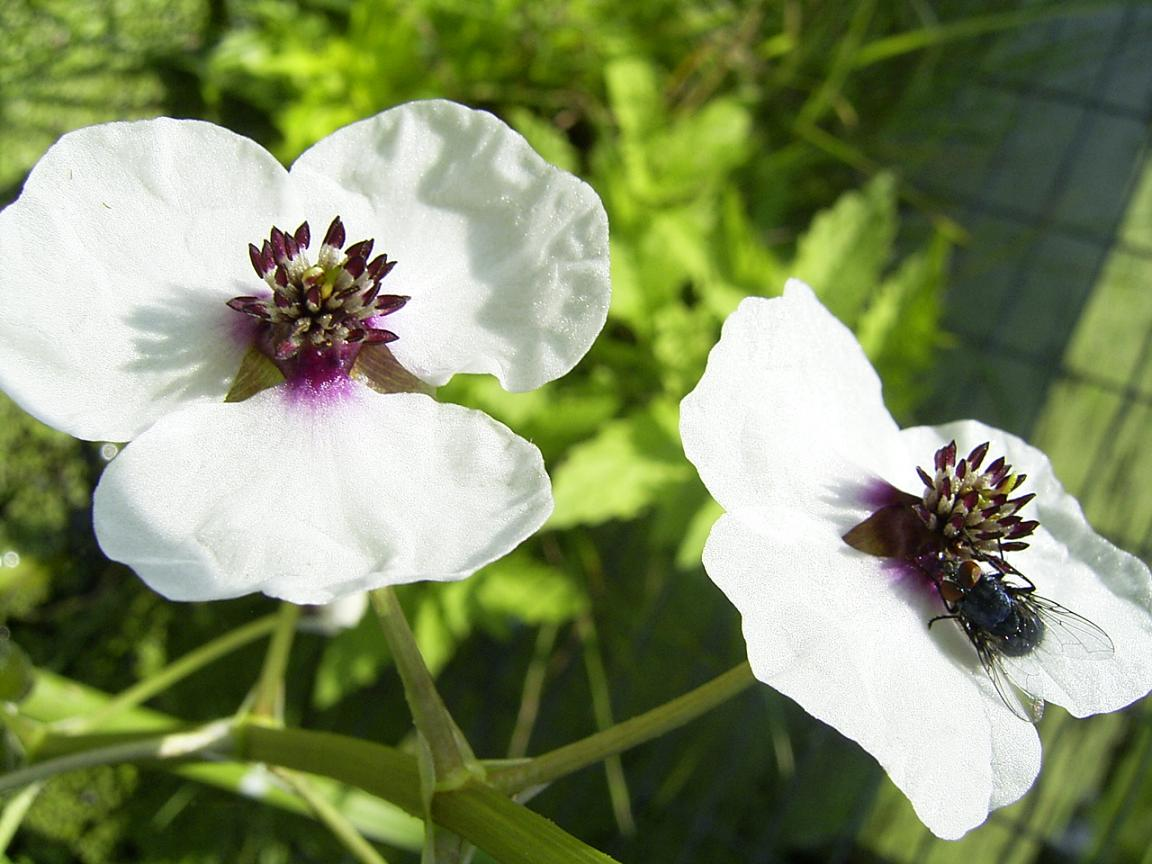
Flores de Sagittaria sagittifolia

| - Sagittaria ambigua J.G. Sm. - Sagittaria australis (J.G. Sm.) Small - Sagittaria brevirostra Mackenzie et Bush - Sagittaria calycina Engelm. - Sagittaria chapmani - Sagittaria cristata Engelm. - Sagittaria cuneata Sheldon - Sagittaria demersa J.G. Sm. - Sagittaria eatonii - Sagittaria engelmanniana J.G. Sm. - Sagittaria fasciculata E.O. Beal - Sagittaria filiformis J.G. Sm. - Sagittaria graminea Michx. - Sagittaria guayanensis Kunth - Sagittaria intermedia Micheli - Sagittaria isoetiformis J.G.Sm. - Sagittaria kurziana Glück | - Sagittaria lancifolia L. - Sagittaria latifolia Willd. - Sagittaria longiloba Engelm. ex J.G. Sm. - Sagittaria macrophylla - Sagittaria montevidensis Cham. & Schlecht. - Sagittaria natans - Sagittaria papillosa Buch. - Sagittaria platyphylla (Engelm.) J.G.Sm. - Sagittaria pusilla - Sagittaria rigida Pursh - Sagittaria sagittifolia L. - Sagittaria sanfordii Greene - Sagittaria secundifolia Kral - Sagittaria spongiosus - Sagittaria subulata (L.) Buch. - Sagittaria teres S. Wats. - Sagittaria trifolia L. |